# 喇嘛口泡子
喇嘛口泡子是位于中国内蒙古自治区兴安盟科尔沁右翼中旗义和道卜苏木东北的一个湖泊。其具体位置约为东经122°03′，北纬44°53′。湖面海拔190米，面积约2平方公里，为淡水湖。